# Franz Storno der Ältere

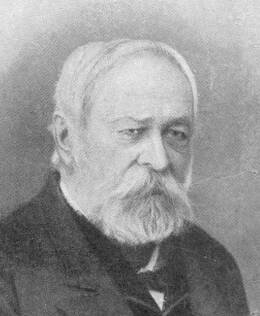
Franz Storno der Ältere

Franz Storno der Ältere (ungarischer Name: Idősebb Ferenc Storno; * 20. Februar 1821 in Eisenstadt; † 29. Januar 1907 in Ödenburg) war ein österreich-ungarischer Maler, Architekt, Restaurator und Kunstsammler, Vater von Franz (Ferenc) Storno dem Jüngeren (* 6. November 1851 in Ödenburg, † 5. Juni 1938 ebenda), Maler und Kunstsammler, und Koloman (Kálmán) Storno (* 8. Februar 1858 in Ödenburg; † 18. Juli 1934 in Graz, Steiermark), Architekt und Restaurator, Gründer der Storno-Sammlung in Sopron.

## Leben
Die Familie Storno stammt aus dem Kanton Tessin in der Schweiz, lebte aber mit einer kleinen Unterbrechung im bayerischen Landshut. Franz Storno wurde in Eisenstadt geboren, wuchs in Landshut auf und erlernte – wie schon sein Vater – den Beruf des Schornsteinfegers an der dortigen Gewerbeschule.
Schon in jungen Jahren zeichnete er hervorragend. Seine Kenntnisse im Bereich Architektur und Malerei erwarb er – in Vorbereitung auf ein Studium in München – autodidaktisch. Aber wegen des Todes seines Vaters konnte er das Studium nicht aufnehmen. Die Familie verarmte, so dass er als reisender Schornsteinfeger seinen Unterhalt verdienen musste.
1845 wollte er nach Pressburg reisen. Da ihm unterwegs eine Frau in die falsche Richtung wies, kam versehentlich in Ödenburg an. Hier fand er sofort eine Anstellung als Schornsteinfeger und begründete nach dem Tod seines Arbeitgebers mit dessen Witwe einen Subsistenzbetrieb.
Er fand bald wichtige Förderer, die sein Talent erkannten und schätzten. Sie stellten ihn einer Reihe von Wiener Künstlern vor; der wichtigste von ihnen war der Maler Friedrich von Amerling. In den 1850er Jahren arbeitete er monatelang in Wien, wo er Denkmäler vermaß und zeichnete und Objekte entwarf, unter anderem für Erzherzog Leopold von Österreich. Er wurde einer der wichtigsten Illustratoren des Gewerbekunstblattes des Niederösterreichischen Gewerbevereins. Als Kollege von Leopold Ernst war er am neugotischen Wiederaufbau des Schlosses Grafenegg und als Zeichner an der stilvollen Restaurierung des Stephansdoms in Wien beteiligt.
Die in Wien ansässige Central-Commission zur Erforschung und Erhaltung der Baudenkmale, die 1850 gegründet wurde, um mittelalterliche Denkmäler zu erforschen und zu erhalten, wählte ihn 1857 als externen Korrespondenten. Ab 1863 wurde er mit Unterstützung von Flóris Rómer vom Archäologischen Komitee der Ungarischen Akademie der Wissenschaften beauftragt, die mittelalterlichen Denkmäler und Wandgemälde des historischen Ungarn zu vermessen und zu dokumentieren. Seine erste Reise führte nach Vas und Zala, wo er Kopien von Wandgemälden unter anderem in Velemér, Tótlak und Martyáncz (ab 1887: Mártonhely) anfertigte. Später reiste er auf Ersuchen des Komitees auch nach Kroatien, Siebenbürgen und Bihor.
In den 1860er Jahren beschäftigte er sich mit der Erforschung und Restaurierung ungarischer Denkmäler. Bekannt wurde er als Restaurator und Freskenmaler vor allem im Hochland, in Siebenbürgen und in der Region Murinsel. Die mittelalterlichen Kunstwerke (meist Wandmalereien) wurden stark überarbeitet und in einem historisierenden Stil restauriert. Typische Beispiele hierfür sind die Fußabdrücke der St.-Jakobs-Kirche in Leutschau und das Tympanon-Gemälde des romanischen Südtors der Erzabtei Martinsberg.
Seit den 1870er Jahren arbeitete er mit seinen Söhnen zusammen. Sie hatten nach Familientradition den Schornsteinfegerberuf erlernt, dann aber an ausländischen Kunstakademien studiert.

## Bedeutende Arbeiten (Auswahl)
- 1856–1857: Errichtung einer dreischiffigen Pfeilerhalle für die Esterházy-Familiengruft in Eisenstadt
- 1859–1866: Restaurierung der St.-Michael-Kirche in Ödenburg.
- 1868:–9999 Restaurierung der Krypta der Erzabtei Martinsberg.
- 1870–1875: Restaurierung der Klosterkirche der Erzabtei Martinsberg.
- 1876:–9999 Restaurierung der Zápolya-Kapelle der Kathedrale des heiligen Martin in  Zipser Kapitel.
- 1878–1880: Ausmalung der Decke des Speisesaals des Bischofspalastes in Großwardein[3] und der Fresken der Kuppel des Hauptschiffes der Kapelle des Palastes sowie des Schreins.
- 1881:–9999 Ausschmückung der Kapelle des Schlosses Alcsút im Kreis Bicske.
- 1884:–9999 Restaurierung der Schloßkirche in Kremnitz.

## Ehrungen
- 1876 wurde er für die Rekonstruktion der Kirchenmalereien in Ungarn und für die Restaurierung der Fresken der Dreikönigskapelle in Tulln an der Donau[4] und der mittelalterlichen Wandmalereien der St.-Jakobs-Kirche in Leutschau mit dem Ritterkreuz des Franz-Joseph-Ordens ausgezeichnet.
- Ein Jahr später erhielt er das Ritterkreuz des päpstlichen Silvesterordens.